# Liste der Nummer-eins-Hits in Südkorea (2014)
Dies ist eine Liste der Nummer-eins-Hits in Südkorea (Gaon Chart) im Jahr 2014.
| Digital | Alben |
| --- | --- |
| - MC the Max – We Back Then (그대가 분다) - 1 Woche (29. Dezember – 4. Januar) - Ailee – Singing Got Better - 1 Woche (5. Januar – 10. Januar) - Gary feat. Crush – Shower Later (조금 이따 샤워해) - 1 Woche (11. Januar – 17. Januar) - Hyolyn – Hello (안녕) - 1 Woche (18. Januar – 24. Januar) - Idina Menzel – Let It Go - 2 Wochen (25. Januar – 6. Februar) - Soyou & Jung GiGo – Some (썸) - 2 Wochen (7. Februar – 21. Februar) - Girls’ Generation – Mr.Mr. - 1 Woche (22. Februar – 28. Februar) - 2NE1 – Come Back Home - 2 Wochen (1. März – 14. März) - 4Minute – Whatcha Doin' Today? (오늘 뭐해?) - 1 Woche (15. März – 21. März) - Bro – That Kind of Guy (그런 남자) - 1 Woche (22. März – 28. März) - Park Hyo-shin – Wild Flower (야생화) - 1 Woche (29. März – 4. April) - Akdong Musician – 200% - 1 Woche (5. April – 11. April) - 15& – Can't Hide It (티가 나나봐) - 1 Woche (12. April – 18. April) - Akdong Musician – 200% - 1 Woche (19. April – 25. April, insgesamt 2 Wochen) - IU & HIGH4 – Not Spring, Love or Cherry Blossoms (봄,사랑,벚꽃 말고) - 1 Woche (26. April – 2. Mai) - g.o.d – The Lone Duckling (미운 오리 새끼) - 1 Woche (3. Mai – 9. Mai) - Jung GiGo feat Beenzino – Want U (너를 원해) - 1 Woche (10. Mai – 16. Mai) - Fly to the Sky – You You You (너를 너를 너를) - 1 Woche (17. Mai – 23. Mai) - Jung-in & Gary – Your Scent (사람냄새) - 1 Woche (24. Mai – 30. Mai) - Taeyang – Eyes, Nose, Lips (눈, 코, 입) - 1 Woche (31. Mai – 6. Juni) - Beast – No More (이젠 아니야) - 1 Woche (7. Juni – 13. Juni) - Beast – Good Luck - 1 Woche (14. Juni – 20. Juni) - San E, Raina – A Midsummer Night's Sweetness - 1 Woche (21. Juni – 27. Juni) | - Rain – Rain Effect - 1 Woche (29. Dezember – 4. Januar) - TVXQ – Tense - 1 Woche (5. Januar – 10. Januar) - B1A4 – Who Am I - 1 Woche (11. Januar – 17. Januar, insgesamt 2 Wochen) - Jaejoong – WWW - 1 Woche (18. Januar – 24. Januar) - B1A4 – Who Am I - 1 Woche (25. Januar – 31. Januar, insgesamt 2 Wochen) - B.A.P – First Sensibility - 1 Woche (1. Februar – 6. Februar) - SM the Ballad – SM the Ballad Vol. 2 – Breathe - 1 Woche (7. Februar – 14. Februar) - BtoB – Beep Beep - 1 Woche (15. Februar – 21. Februar) - Girls’ Generation – Mr.Mr. - 2 Wochen (22. Februar – 7. März) - Toheart – Toheart - 1 Woche (8. März – 14. März) - CNBlue – Can't Stop - 1 Woche (15. März – 21. März) - MBLAQ – Broken - 1 Woche (22. März – 28. März) - Super Junior-M – Swing - 1 Woche (29. März – 4. April) - Akdong Musician – PLAY - 1 Woche (5. April – 11. April) - Block B – Jackpot (Special Edition) - 1 Woche (12. April – 18. April) - BTS – Skool Luv Affair - 1 Woche (19. April – 25. April, insgesamt 2 Wochen) - EXO – XOXO (Repackage Edition) (Kiss Ver.) - 1 Woche (26. April – 2. Mai) - EXO K – Overdose - 1 Woche (3. Mai – 9. Mai) - BTS – Skool Luv Affair Special Addition - 1 Woche (10. Mai – 16. Mai) - Infinite – Season 2 - 1 Woche (17. Mai – 23. Mai) - VIXX – Eternity - 1 Woche (24. Mai – 30. Mai) - Infinite – Season 2 - 1 Woche (31. Mai – 6. Juni, insgesamt 2 Wochen) - Taeyang – Rise - 1 Woche (7. Juni – 13. Juni) - Beast – Good Luck - 1 Woche (14. Juni – 20. Juni) - Got7 – Got Love - 1 Woche (21. Juni – 27. Juni) |